# بنغالور
مدينة بنغالور أو بنجالور أو بنجلور هي عاصمة ولاية كرناتك يقدر عدد سكانها ب6,1 مليون نسمة تقع جنوب غرب ولاية كرناتك وتعد ثالث أكبر مدينة هندية.
يقع في هذه المدينة المعهد الهندي للعلوم أول معهد للعلوم بالهند وتعد المدينة مركزا تكنولوجيا إذ تضم أكثر من 1500 شركة تكنولوجية. يلقب بنغالور في جاردن سيتي وكان يسمى مرة واحدة في الجنة متقاعد. تقع على هضبة ديكان في الجزء الجنوبي الشرقي من ولاية كرناتك، بنغالور الهند هي ثالث مدينة من حيث عدد السكان والخامسة من حيث عدد السكان التجمعات الحضرية. اعتبارا من عام 2009، أدخلت بنغالور في قائمة المدن العالمية والمرتبة بأنها «مدينة العالم بيتا» إلى جانب مدن مثل دالاس وميامي وبوسطن ومدينة الكويت، ليما وبرازيليا وميونيخ في الدراسات التي تقوم بها المدن العولمة والعالمية فريق الدراسة والشبكة في عام 2008.
اليوم كمدينة كبيرة ومتزايدة حاضرة، بنغالور هي موطن لكثير من الكليات الأكثر المعترف بها جيدا والمؤسسات البحثية في الهند. توجد العديد من الصناعات الثقيلة في القطاع العام، وشركات البرمجيات والفضاء والاتصالات السلكية واللاسلكية، ومنظمات الدفاع في المدينة. كما هو معروف مدينة بنجالور حديقة بسبب حدائقها الجميلة. وكما هو معروف وبنغالور وادي السيليكون في الهند بسبب مكانتها باعتبارها مصدرة للأمة في مجال تكنولوجيا المعلومات الرائدة. مدينة متنوعة ديموغرافيا، بنغالور هو محور رئيسي والاقتصادية والثقافية وثاني أسرع عاصمة نموا كبيرا في الهند.

## الجغرافيا
تقع مدينة بنغالور في الجنوب الشرقي من ولاية كرناتك في جنوب الهند، تحديدًا في قلب هضبة ميسور التي تعتبر جزءًا من هضبة الدكن الكبرى العائدة إلى العصر الطباشيري، يبلغ متوسط ارتفاعها 900 متر (2953 قدمًا) فوق مستوى سطح البحر. تغطي مساحة المدينة 741 كيلومترًا مربعًا (286 ميلًا مربعًا). تقع غالبيتها ضمن مقاطعة بنغالور الحضرية في ولاية كرناتك، بينما تتبع المناطق الريفية المحيطة بها مقاطعة بنغالور الريفية. قامت حكومة كرناتك بإنشاء مقاطعة جديدة تدعى راماناغارا، بعد اقتطاعها من مقاطعة بنغالور الريفية.

### التضاريس والأنهار
تتميز تضاريس مدينة بنغالور بكونها مسطحة بشكل عام، إلا أن الأجزاء الغربية من المدينة ذات طبيعة جبلية. تعتبر فيديارانيابورا دودابيتاهالي التي تقع في الشمال الغربي أعلى نقطة في المدينة على ارتفاع 962 مترًا (3156 قدمًا) فوق مستوى سطح البحر. لا توجد أنهار رئيسية تمر عبر المدينة، ولكن نهرَي أركافاثي وساوث بينار يلتقيان عند تلال ناندي على بعد 60 كيلومترًا (37 ميلًا) في الشمال. ينبع نهر فريشابهفاثي -وهو أحد روافد نهر أركافاثي- من داخل المدينة في منطقة باسافاناجودي ويمر عبرها. يحمل النهران أركافاثي وفريشابهفاثي الجزء الأكبر من مياه الصرف الصحي في بنغالور.
اسُتحدث نظام أنابيب الصرف الصحي عام 1922 ليغطي 215 كيلومترًا مربعًا (83 ميلًا مربعًا) من المدينة، ويتصل بخمسة مراكز لمعالجة مياه الصرف الصحي تقع على أطراف المدينة.
بنى كيمبي غودا الأول العديد من البحيرات لتلبية احتياجات البلدة من المياه في القرن السادس عشر، ابرزها بحيرة كمبامبوده كيري، لكنها فقدت أهميتها بسبب التطور الحديث. أطلق السيد ميرزا إسماعيل مشروع تلال ناندي المائي في النصف الأول من القرن العشرين لتوفير المياه للمدينة.
يتدفق نهر كافيري على بعد حوالي 100 كيلومتر (60 ميلًا) من بنغالور، ويزوِّد حوالي 80% من احتياجات المدينة من المياه، بينما تأتي النسبة المتبقية من خزانات تيباغونداناهالي وهيساراغاتا على نهر أركافاثي. تحصل بنغالور على 800 مليون لتر (210 ملايين جالون أمريكي) من المياه يوميًا، ما يجعلها أكثر المدن الهندية استهلاكًا للمياه. مع ذلك تعاني المدينة أحيانًا من نقص في المياه، خاصة خلال فصل الصيف أو في السنوات ذات الأمطار القليلة.
أظهرت عينات عشوائية من مؤشر جودة الهواء في 20 محطة داخل المدينة معدلات تراوحت بين 76 و314، والتي تشير إلى تلوث الهواء بنسبة شديدة في المناطق ذات حركة المرور الكثيفة.
تمتلك بنغالور عددًا قليلًا من البحيرات الطبيعية والخزانات المائية، وأكبرها ماديڤالا تانك وهيبال ليك وأولسور ليك ويديور ليك وسانكي تانك، لكن حوالي 90% من هذه البحيرات ملوثة. بدأت الحكومة المحلية بإحياء وحفظ هذه البحيرات في ديسمبر 2020.
توجد المياه الجوفية في الطبقات الرملية والطينية للرواسب الغرينية. يعتبر المجمع الصخري النايس هو الوحدة الصخرية الأكثر هيمنة في المنطقة، ويشمل الجرانيت والنايس والمغماتيت. تتكون التربة في بنغالور من تربة لاتريتية حمراء وتربة طفالية وتربة طينية.
تعتبر الأشجار الظلية والنفضية من النباتات الرئيسية في المدينة بالإضافة إلى أشجار جوز الهند. ومع ذلك، تُقطع العديد من الأشجار بشكل متكرر لإفساح المجال لتطوير البنية التحتية.
تقع بنغالور ضمن المنطقة الزلزالية الثانية أي المنطقة المستقرة، لكنها شهدت عدة زلازل بقوة 4.5 درجة على مقياس ريختر.

### المناخ
تتمتع بنغالور بمناخ مداري قاري حسب تصنيف كوبن للمناخ مع فصول جافة ورطبة مميزة. تتمتع المدينة بمناخ معتدل طوال العام بفضل ارتفاعها، على الرغم من وجود موجات الحر التي قد تجعل الصيف مزعجًا أحيانًا.
يعتبر شهر يناير من أبرد الشهور، إذ يبلغ متوسط درجة الحرارة الصغرى 15.1 درجة مئوية (59.2 درجة فهرنهايت)، وشهر أبريل هو الشهر الأكثر حرارة بدرجة حرارة عظمى تبلغ 34.1 درجة مئوية (93.4 درجة فهرنهايت). أعلى درجة حرارة سُجلت في بنغالور هي 39.2 درجة مئوية (103 درجة فهرنهايت) في 24 أبريل 2016 خلال ظاهرة النينيو. بينما أدنى درجة حرارة تم تسجيلها كانت 7.8 درجة مئوية (46 درجة فهرنهايت) في يناير 1884.
نادرًا ما تنخفض درجات الحرارة في الشتاء إلى ما دون 14 درجة مئوية (57 درجة فهرنهايت)، ولا تتجاوز درجات الحرارة في الصيف 36 درجة مئوية (97 درجة فهرنهايت). تتلقى المدينة الأمطار من الرياح الموسمية الشمالية الشرقية والجنوبية الغربية، وتزداد الأمطارفي شهر سبتمبر، يليه شهر أكتوبر وشهر أغسطس.
تُخفف العواصف الرعدية المتكررة حرارة الصيف، التي قد تسبب أحيانًا انقطاعات في الكهرباء وفيضانات محلية. معظم الأمطار تحدث في فترة ما بعد الظهر أو المساء، ونادرًا ما تهطل الأمطار في فترة ما قبل الظهر. شهد نوفمبر 2015 تساقطًا غزيرًا للأمطار (290.4 ملم)، ما أدى إلى فيضانات شديدة في بعض المناطق وإغلاق العديد من المنشآت لعدة أيام.
سُجل أعلى معدل هطول أمطار خلال 24 ساعة في بنغالور، إذ بلغ 179 ملم (7 بوصات) في 1 أكتوبر 1997. شهدت بنغالور معدلات أمطار تجاوزت المعدل السنوي بنسبة 368% في عام 2022، ما أدى إلى فيضانات في عدة مناطق وانقطاع الكهرباء.
يظهر الجدول التالي التغييرات المناخية على مدار السنة لبنغالور:
| البيانات المناخية لـبنغالور                   | البيانات المناخية لـبنغالور | البيانات المناخية لـبنغالور | البيانات المناخية لـبنغالور | البيانات المناخية لـبنغالور | البيانات المناخية لـبنغالور | البيانات المناخية لـبنغالور | البيانات المناخية لـبنغالور | البيانات المناخية لـبنغالور | البيانات المناخية لـبنغالور | البيانات المناخية لـبنغالور | البيانات المناخية لـبنغالور | البيانات المناخية لـبنغالور | البيانات المناخية لـبنغالور |
| الشهر                                         | يناير                       | فبراير                      | مارس                        | أبريل                       | مايو                        | يونيو                       | يوليو                       | أغسطس                       | سبتمبر                      | أكتوبر                      | نوفمبر                      | ديسمبر                      | المعدل السنوي               |
| --------------------------------------------- | --------------------------- | --------------------------- | --------------------------- | --------------------------- | --------------------------- | --------------------------- | --------------------------- | --------------------------- | --------------------------- | --------------------------- | --------------------------- | --------------------------- | --------------------------- |
| الدرجة القصوى °م (°ف)                         | 32.8 (91.0)                 | 35.9 (96.6)                 | 37.3 (99.1)                 | 39.2 (102.6)                | 38.9 (102.0)                | 38.1 (100.6)                | 33.3 (91.9)                 | 33.3 (91.9)                 | 33.3 (91.9)                 | 32.4 (90.3)                 | 31.7 (89.1)                 | 31.1 (88.0)                 | 39.2 (102.6)                |
| متوسط درجة الحرارة الكبرى °م (°ف)             | 27.9 (82.2)                 | 30.7 (87.3)                 | 33.1 (91.6)                 | 34.0 (93.2)                 | 33.3 (91.9)                 | 29.6 (85.3)                 | 28.3 (82.9)                 | 27.8 (82.0)                 | 28.6 (83.5)                 | 28.2 (82.8)                 | 27.2 (81.0)                 | 26.5 (79.7)                 | 29.6 (85.3)                 |
| متوسط درجة الحرارة الصغرى °م (°ف)             | 15.8 (60.4)                 | 17.5 (63.5)                 | 20.0 (68.0)                 | 22.0 (71.6)                 | 21.7 (71.1)                 | 20.4 (68.7)                 | 19.9 (67.8)                 | 19.8 (67.6)                 | 19.8 (67.6)                 | 19.6 (67.3)                 | 18.0 (64.4)                 | 16.2 (61.2)                 | 19.2 (66.6)                 |
| أدنى درجة حرارة °م (°ف)                       | 7.8 (46.0)                  | 9.4 (48.9)                  | 11.1 (52.0)                 | 14.4 (57.9)                 | 16.7 (62.1)                 | 16.7 (62.1)                 | 16.1 (61.0)                 | 14.4 (57.9)                 | 15.0 (59.0)                 | 13.2 (55.8)                 | 9.6 (49.3)                  | 8.9 (48.0)                  | 7.8 (46.0)                  |
| معدل هطول الأمطار مم (إنش)                    | 1.9 (0.07)                  | 5.4 (0.21)                  | 18.5 (0.73)                 | 41.5 (1.63)                 | 107.4 (4.23)                | 106.5 (4.19)                | 112.9 (4.44)                | 147.0 (5.79)                | 212.8 (8.38)                | 168.3 (6.63)                | 48.9 (1.93)                 | 15.7 (0.62)                 | 986.8 (38.85)               |
| متوسط الأيام الممطرة                          | 0.2                         | 0.4                         | 1.1                         | 3.1                         | 6.7                         | 6.2                         | 7.2                         | 9.9                         | 9.8                         | 8.3                         | 3.8                         | 1.4                         | 58.1                        |
| متوسط الرطوبة النسبية (%)                     | 60                          | 52                          | 30                          | 43                          | 60                          | 72                          | 76                          | 79                          | 76                          | 73                          | 70                          | 68                          | 63                          |
| ساعات سطوع الشمس الشهرية                      | 262.3                       | 247.6                       | 271.4                       | 257.0                       | 241.1                       | 136.8                       | 111.8                       | 114.3                       | 143.6                       | 173.1                       | 190.2                       | 211.7                       | 2٬360٫9                     |
| المصدر #1: Indian Meteorological Department   |                             |                             |                             |                             |                             |                             |                             |                             |                             |                             |                             |                             |                             |
| المصدر #2: NOAA (humidity and sun: 1971–1990) |                             |                             |                             |                             |                             |                             |                             |                             |                             |                             |                             |                             |                             |

## توأمة
لبنغالور اتفاقيات توأمة مع كل من:
- الدار البيضاء
- كليفلاند
- مينسك
- سان فرانسيسكو
- خاركيف
- تشنغدو (23 أكتوبر 2013 - )[25]

## أعلام
- ناريان مهراج
- ممتاز علي
- إدوارد هيليارد
- أحمد خان
- باسابا دانابا جاتي
- غورو دوت
- شاكونتالا ديفي
- نايانتارا
- روهان بوبانا
- ليندساي أندرسون

## وصلات خارجية
- بنغالور على مشروع الدليل المفتوح